# FC Strausberg
FC Strausberg is een Duitse voetbalclub uit Strausberg, Brandenburg.

## Geschiedenis
De club werd opgericht in de jaren vijftig als ASG Vorwärts Strausberg. Begin jaren zestig promoveerde de club naar de Bezirksliga Frankfurt, maar degradeerde al snel. In 1974 promoveerde de club opnieuw naar de Bezirksliga. Van 1977 tot 1980 werd de club drie keer vicekampioen. Door een zege in de beker van het district Frankfurt plaatste de club zich voor de hoofdtabel van de FDGB-Pokal 1979/80. Na een 5:0 overwinning op Motor Stralsund verloor de club in de tweede ronde van Aktivist Brieske-Senftenberg.
De club verbleef in de Bezirksliga tot 1991. Na de Duitse hereniging was Vorwärts een van de weinige legersportclubs die niet ontbonden werd. De naam werd naderhand wel gewijzigd in KSC Strausberg. In 1995 werd de voetbalafdeling zelfstandig onder de naam FC Strausberg. In 2003 promoveerde de club naar de Landesliga en twee jaar later naar de Verbandsliga. De club werd in het seizoen 2012/2013 kampioen van de Brandenburgliga en promoveerde daarmee naar de Oberliga Nordost, het 5e niveau in de Duitse voetbalpyramide.